# Simca Esplanada
Simca Esplanada foi um automóvel sedã fabricado pela Simca do Brasil.

## História
No Salão do Automóvel realizado em São Paulo em novembro de 1966, um modelo chamou particularmente a atenção do público e dos especialistas: o Simca Esplanada, um sedã de luxo, 4 portas, equipado com as partes mecânicas do Simca Rally EmiSul. Sua carroceria fora desenhada no Brasil e o carro representava, na verdade, a última tentativa de afirmação da Simca do Brasil. Tanto que, dias depois, no mesmo mês de novembro, a Chrysler internacional assumia o controle acionário daquela empresa, dentro de seu esquema de progressiva absorção de todo o acervo da Simca internacional.
Os boatos de que o Esplanada deixaria de ser produzido e seria substituído pelo Valiant de seis cilindros cessaram com a vinda ao Brasil de Eugene Caffiero, gerente geral dos assuntos da Chrysler para a América Latina: Caffiero afirmou categoricamente a intenção da empresa de manter o Esplanada em regime normal de produção.
A primeira providência adotada pela nova administração foi aperfeiçoar a qualidade dos produtos, colocando-os ao nível dos da Chrysler internacional. Enquanto seguiam para os Estados Unidos um Regente e um Esplanada para serem submetidos a duríssimos testes, que resultariam em 53 modificações para melhoramentos imediatos, chegaram ao Brasil, em março de 1967, os primeiros funcionários americanos da Chrysler. Finalmente, em junho do mesmo ano, a empresa passou a denominar-se oficialmente Chrysler do Brasil S/A Indústria e Comércio.
Antes que a Chrysler do Brasil lançasse no mercado os Esplanada e Regente redesenhados (em abril de 1968), com a plaqueta de identificação: “Fabricado pela Chrysler do Brasil”, o governo brasileiro já aprovara o investimento de 50,2 milhões de dólares para a produção de caminhões Dodge e o início do projeto de desenvolvimento e fabricação dos automóveis Dodge Dart com motor V-8.
Os testes severos, a garantia inédita de dois anos ou 36 mil quilômetros, a ampliação das novas instalações industriais e a contratação de novos técnicos geraram grande expectativa em relação aos novos carros. A política da Chrysler de manter o Esplanada e o Regente em produção com alguns melhoramentos técnicos e de estilo justificava-se plenamente, pois, a despeito de alguns defeitos permitidos pelo fraco controle de qualidade da Simca, os carros apresentavam características excepcionais com relação à direção, suspensão, conforto e estabilidade.
Com motor V-8 de 2.414cm3 e 130HP (do antigo Chambord Emi-Sul), o Esplanada era um dos carros nacionais de melhor aceleração, alcançando velocidade máxima ao redor de 160 km/h. Graças a um novo comando de válvulas adotado pela Chrysler, seu funcionamento era silencioso e o torque já aparecia nas rotações mais baixas (3000rpm), proporcionando arrancadas fáceis.
O conforto e a estabilidade representavam, no entanto, o ponto alto do Esplanada. A carroceria era silenciosa, acusticamente bem isolada, e as portas fechavam-se bem, característica que demonstra a qualidade da estrutura de um automóvel. O longo curso das molas (suspensão McPherson na frente e molas semi-elípticas atrás) absorvia bem as irregularidades da estrada.
No Salão do Automóvel de 1968 a Chrysler do Brasil apresentou os Esplanada e Regente modelos 1969, e a versão esportiva do Esplanada, o GTX.
Em 1969 a Chrysler decidiu substituir o Esplanada pelo novo Dodge Dart.
| Produção do Simca Esplanada(1966-1969) | Produção do Simca Esplanada(1966-1969) | Produção do Simca Esplanada(1966-1969) |
| Ano                                    | Produção                               |                                        |
| -------------------------------------- | -------------------------------------- | -------------------------------------- |
| 1966                                   | 116                                    |                                        |
| 1967                                   | 2 538                                  |                                        |
| 1968                                   | 6 342                                  |                                        |
| 1969                                   | 3 224                                  |                                        |
| Total                                  | 12 220                                 |                                        |